# Milonga (film)
Pour les articles homonymes, voir Milonga.
Pour plus de détails, voir Fiche technique et Distribution.
Milonga est un film italien réalisé par Emidio Greco, sorti en 1999, avec Giancarlo Giannini, Claudia Pandolfi, Carlo Cecchi, Irene Ferri (it) et Gianni Sperti (it) dans les rôles principaux. Pour ce rôle, Giannini remporte le Globe d'or du meilleur acteur en 1999.

## Synopsis
À Rome, sur la Piazza Barberini, la célèbre star de la télévision Aldo Ruggeri est tuée en plein jour. Le commissaire (Giancarlo Giannini), accompagné de l'agent Ginevra Scapuzzo (Claudia Pandolfi), est chargé de l'enquête.

## Fiche technique
- Titre : Milonga
- Titre original : Milonga
- Réalisation : Emidio Greco
- Scénario : Emidio Greco et Paolo Breccia (de)
- Photographie : Marco Sperduti
- Montage : Bruno Sarandrea
- Musique : Luis Bacalov
- Décors : Gualtiero Caprara
- Producteur : Pio Angeletti (it), Adriano De Micheli et Franco Committeri (it)
- Société de production : Jupiter Generale Cinematografica, International Dean Film, Medusa Film et Tele+
- Pays d'origine :  Italie
- Langue : Italien
- Format : Couleur
- Genre : Thriller
- Durée : 89 minutes
- Dates de sortie :  Italie : 9 avril 1999

## Distribution
- Giancarlo Giannini : le commissaire
- Claudia Pandolfi :  Ginevra Scapuzzo
- Irene Ferri (it) :  la tueuse
- Gianni Sperti (it) : le tueur
- Carlo Cecchi :  l'homme A
- Urbano Barberini : l'homme B
- Yvonne Sciò : Marlene
- Vanessa Gravina : Rossella
- Claudia Lawrence (it)
- Eleonora Mazzoni (it)
- Massimo Molea
- Maximilian Nisi (it)

## Distinctions

### Prix
- Globe d'or du meilleur acteur en 1999 pour Giancarlo Giannini.